# Società Polisportiva Tre Fiori 2009-2010
Questa voce raccoglie le informazioni riguardanti la Società Polisportiva Tre Fiori  nelle competizioni ufficiali della stagione calcistica 2009-2010.

## Stagione
La squadra prende parte alle qualificazioni per la UEFA Champions League 2009-2010 venendo eliminata al primo turno dagli andorrani del Sant Julià dopo i tiri di rigore.

## Rosa
| N. |                       | Ruolo | Calciatore              |
| -- | --------------------- | ----- | ----------------------- |
| 1  | San Marino (bandiera) | P     | Massimiliano Micheletti |
| 2  | Argentina (bandiera)  | C     | Ignacio Jesus Nardone   |
| 3  | Italia (bandiera)     | D     | Alessio Ballanti        |
| 4  | San Marino (bandiera) | C     | Lorenzo Tombetti        |
| 5  | San Marino (bandiera) | D     | Sandro Macerata         |
| 6  | San Marino (bandiera) | D     | Giacomo Benedettini     |
| 7  | San Marino (bandiera) | C     | Matteo Andreini         |
| 8  | San Marino (bandiera) | C     | Nicola Canarezza        |
| 9  | San Marino (bandiera) | A     | Alan Toccaceli          |
| 10 | Albania (bandiera)    | C     | Altin Lisi              |
| 11 | San Marino (bandiera) | A     | Michael Simoncini       |
| 12 | San Marino (bandiera) | P     | Carlos Daniel Ceccoli   |

| N. |                       | Ruolo | Calciatore                |
| -- | --------------------- | ----- | ------------------------- |
| 13 | San Marino (bandiera) | D     | Michele Bacchiocchi       |
| 14 | San Marino (bandiera) | A     | Jacopo Manzari            |
| 15 | San Marino (bandiera) | C     | Federico Macina           |
| 16 | San Marino (bandiera) | C     | Andrea Capicchioni        |
| 17 | San Marino (bandiera) | C     | Daniele Berardi           |
| 18 | San Marino (bandiera) | C     | Simone Grana              |
| 19 | Argentina (bandiera)  | A     | Martin Leopoldo Rodriguez |
| 20 | San Marino (bandiera) | A     | Federico Amici            |
| 21 | San Marino (bandiera) | A     | Alessandro Giunta         |
| 22 | San Marino (bandiera) | D     | Matteo Vendemini          |
| 23 | San Marino (bandiera) | C     | Michele Muratori          |